# 黃疵
黃疵（?—?），一作黃公疵，秦始皇时的秦朝博士。
工歌诗，习名家之学。著书显名。前211年，秦始皇以博士为《仙真人诗》，巡游天下，传令乐师演唱弹奏迁居《仙真人诗》。